# デポウ
株式会社デポウ（DEPOT）はシステムコンサルティング、Webシステム開発、制御系システム開発、機械設計などの技術系サービスおよび一般・医療系人材派遣、人材紹介などのサービスを提供している。
自社製品・サービス開発にも力を入れており、最近ではオープンソースソフトウェアの利点を取り入れたWebシステム開発用フレームワークPaletteFrameworkを開発している。
拠点は東京、神奈川、名古屋、大阪、札幌の5拠点。
DEPOTは仏語発音で"デポウ"と読む。英語ではデポ。
一般的な意味は次の通り。
倉庫、駅・バス発着所、バス車庫、兵站(へいたん)部、蓄積所。
"兵站部(前線基地)"や、DEPOTの意味が指し示す役割"後方支援"に位置づけられるとされた名称。
その名の通り、当初は親会社である株式会社コアズの後方支援会社として設立したが、2000年の業容転換後、売上拡大を続けている。

## 沿革
- 1987/02 設立
- 1999/11 株式会社フロイデ設立
- 1999/1 業容変換
- 2002/06 大阪支店を開設
- 2002/09 岐阜支店開設
- 2004/01 デポウテクノ設立
- 2004/04 神奈川支店開設
- 2004/07 大阪府大東市に大東開発センターを開設
- 2005/01 売上10億円達成
- 2005/02 メディカル事業部を東京に開設
- 2005/02 S-eye、ベッド・サイドケアシステムを製品開発、セキュリティー事業部を大阪・東京に開設
- 2005/08 大阪支店を北区に移転
- 2006/07 本社を名古屋から東京へ移転現在に至る
- 2006/08 POSシステムを自社開発
- 2006/09 Web開発用フレームワークPaletteFrameworkを自社開発
- 2006/11 大東開発センターを大阪市都島区へ移転、大阪開発センターに改称
- 2007/04 東京開発センターを開設
- 2007/04 札幌支店（開発センター）を開設